# Ніжно (пісня Мері)
Ніжно — сингл гурту Мері, який повинен увійти до третього студійного альбому, вихід якого очікується на кінець 2013 року. До пісні було відзнято відеокліп. Дана пісня дуже відрізняється від попередніх у репертуарі гурту. Передусім через те, що має більш танцювальне звучання, відмінне від глем-року та рок-балади.
Відео
Відеокліп був завантажений з профілю merigroup 12 червня 2013 року. За цей час відео отримало 3, 176 переглядів. Також дана пісня бере участь у конкурсі «10-ка лучших клипов страны», де на даний момент посідає другу позицію. Режисером відео виступив Віталій Костишин, оператори: Юрій Цихівський, Віталій Костишин, Тарас Чаповський. Відео було відзнято у нічному клубі «Cazanova» (у ньому показано гурт Мері) та у готелі «Mirotel».